# Futbol a Botswana
El futbol és l'esport més popular a Botswana. És dirigit per l'Associació de Futbol de Botswana.

## Competicions
- Lligues:
  - Botswana Premier League

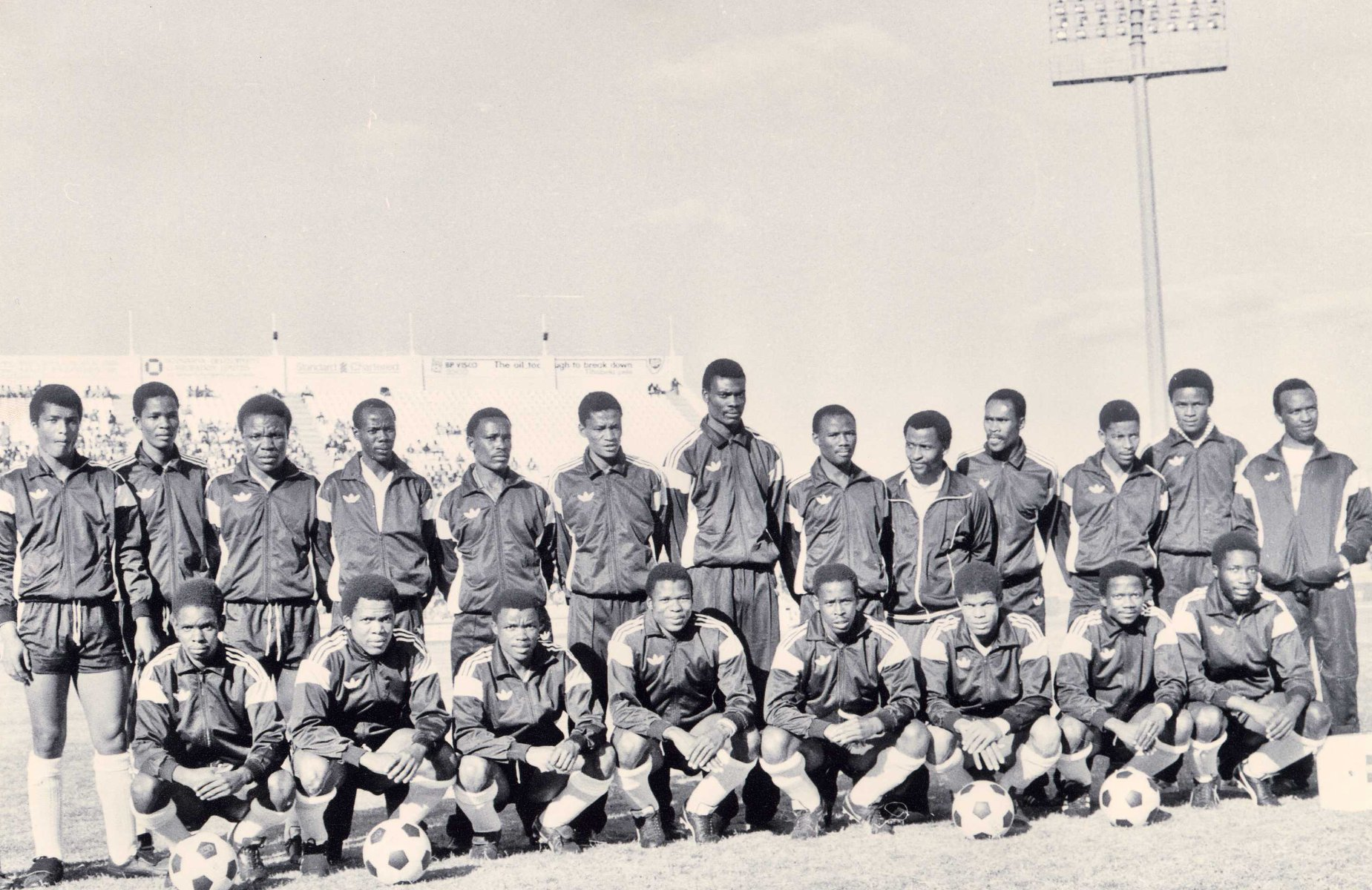
Selecció de Botswana als anys 80.

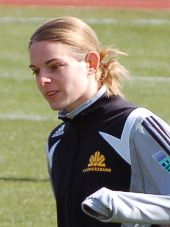
Nia Künzer, futbolista alemanya, botswanesa de naixement, el 2008.

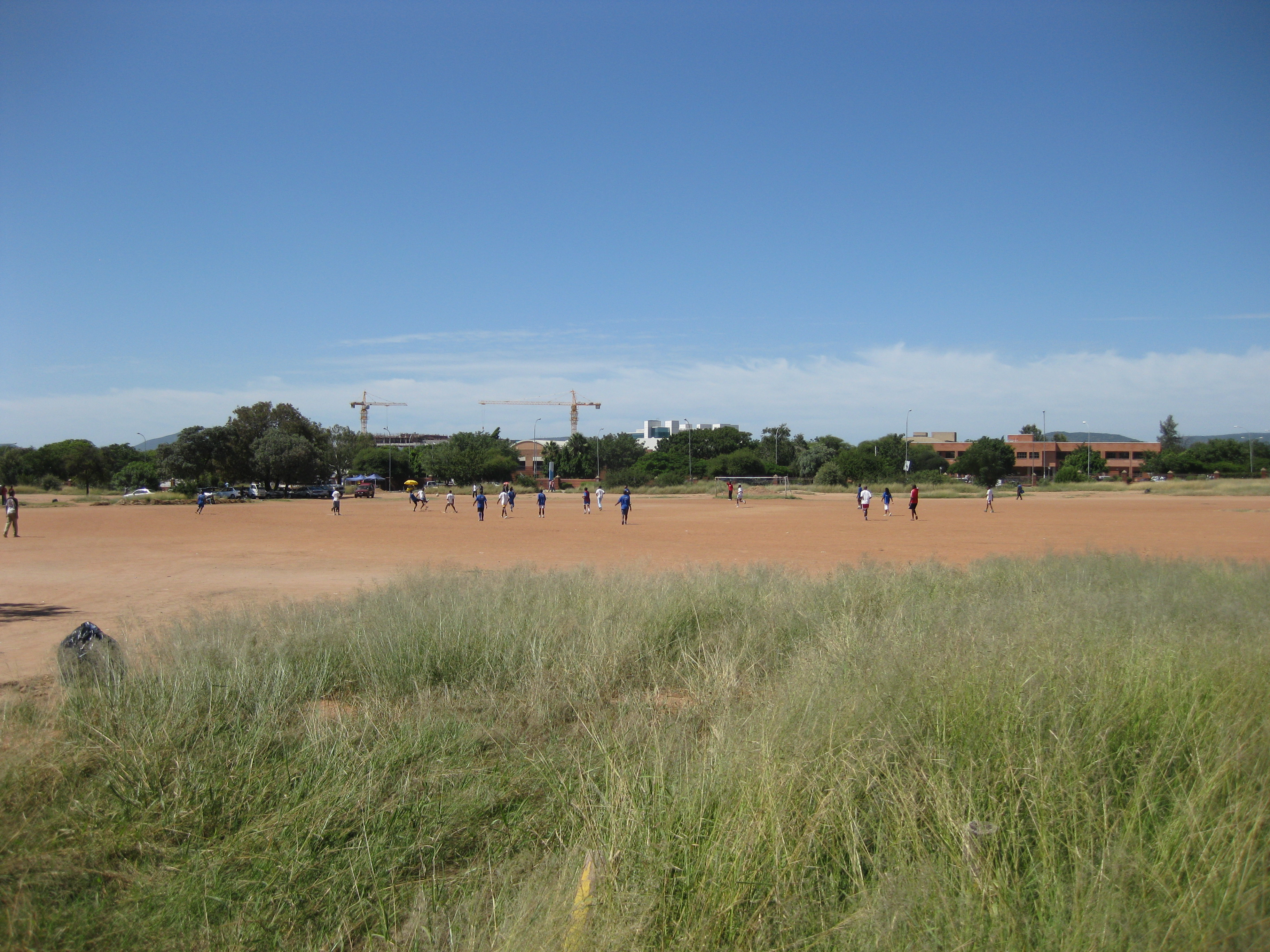
Terreny de joc a Botswana.

  - Botswana First Division (Nord, Sud)
- Copes:
  - FA Challenge Cup
  - Botswana Independence Cup
  - Kabelano Charity Cup
  - Mascom Top 8 Cup

## Principals clubs
Clubs amb més títols nacionals a 2019.
- Township Rollers FC
- Botswana Defence Force XI FC
- Gaborone United SC
- Mochudi Centre Chiefs SC
- Mogoditshane Fighters FC
- Extension Gunners FC
- Notwane Football Club
- Botswana Police XI SC
- ECCO City Green SC
- Jwaneng Galaxy FC

## Principals estadis
Font:
| # | Estadi                      | Capacitat | Ciutat      |
| - | --------------------------- | --------- | ----------- |
| 1 | Estadi Obed Itani Chilume   | 27.000    | Francistown |
| 2 | Estadi Nacional de Botswana | 25.000    | Gaborone    |
| 3 | Estadi de Lobatse           | 20.000    | Lobatse     |